# Picayune
Picayune is een plaats (city) in de Amerikaanse staat Mississippi, en valt bestuurlijk gezien onder Pearl River County.

## Demografie
Bij de volkstelling in 2000 werd het aantal inwoners vastgesteld op 10.535.
In 2006 is het aantal inwoners door het United States Census Bureau geschat op 11.759, een stijging van 1224 (11.6%).

## Geografie
Volgens het United States Census Bureau beslaat de plaats een oppervlakte van
30,6 km², waarvan 30,5 km² land en 0,1 km² water. Picayune ligt op ongeveer 22 m boven zeeniveau.

## Plaatsen in de nabije omgeving
De onderstaande figuur toont nabijgelegen plaatsen in een straal van 32 km rond Picayune.

## Geboren
- Cailey Fleming (2007), jeugdactrice